# Phasia girschneri
Phasia girschneri is een vliegensoort uit de familie van de sluipvliegen (Tachinidae). De wetenschappelijke naam van de soort is voor het eerst geldig gepubliceerd in 1965 door Draber-Monko.